# アカシック
アカシックは、日本のバンドユニット。パーフェクトミュージック所属。

## 概要
理姫、奥脇達也、黒川絢太の3人で2011年に結成。
2014年3月26日、1st Mini Album「コンサバティブ」をリリース。バンドキャリア初の全国流通盤にも関わらず、タワーレコード渋谷店の週間インディーズチャートで一位を獲得。
同年8月、会場限定シングル「スーパーサマーライン〜消えたはずのセレブのあいつ〜」をリリース。
同年8月21日、キーボードにHachi、ドラムに山田康二郎が加入し5人体制となり、10月8日に2nd mini Album「プリチー」をCOCONOE RECORDSからリリース。
2015年6月3日、unBORDEよりメジャーデビューミニアルバム「DANGEROUS くノ一」をリリース。
2016年3月26日、1stフルアルバム「凛々フルーツ」をリリース。テレビ朝日「ミュージックステーション」にてaikoが「凛々フルーツ」収録曲の「8ミリフィルム」を紹介し、話題になる。
2016年9月26日にHachiが脱退。4人体制となる。
2017年3月8日、1stシングル「愛×Happy×クレイジー」をリリース。
2019年10月26日、ラストワンマンライブを以って解散。
2019年11月、オリジナルメンバーである理姫、奥脇達也、バンビの3人でバンド『可愛い連中』を結成。
2022年11月23日、横浜ベイホールにて、一夜限りの復活公演「離国情調」を開催。
2023年5月3日、東京キネマ倶楽部にて二回目となる復活公演「帰国情調」を開催。11月にも情調完結公演「約束」を開催し、曲配信やEPを発売。
2024年より活動を本格化させ、11月にアカシック完全復活宣言公演「恐るべき計画」を開催する。

## メンバー
理姫（りひ、1989年3月3日 - ）
ボーカル担当。神奈川県横浜市出身。
結成からのオリジナルメンバー。バンドの顔であり、ジャケットやPVなどでは彼女が大きくクロースアップされる。ほとんどの曲の作詞を担当。ヨコハマ生まれ繁華街育ちの彼女のキャラクターが全面に出た独特な詞の世界観が特徴。
奥脇達也（おくわき たつや 1988年11月8日 - ）
ギター担当。リーダー。山梨県富士吉田市出身。
結成からのオリジナルメンバー。リーダーでほとんどの曲の作曲を担当。独特のコード進行はアカシックの世界観を作る上で欠かせない。作曲家としてもバンドじゃないもん!や℃-uteなどに楽曲提供している。
元山梨放送アナウンサー(現在はフリー)の三浦実夏とは中学・高校の同級生である。
黒川絢太（くろかわ けんた 1988年10月10日 - ）
ベース担当。
結成からのオリジナルメンバー。通称バンビ。
山田康二郎（やまだ こうじろう 4月8日 - ）
ドラムス担当。
以前はサポートメンバーをしていた時期もある。メジャーデビュー前の2014年8月にHachiとともに正式加入。
Cathy lost one's apricot yesterdayのメンバーでもあった。

### サポートメンバー
翔汰 - キーボード
櫻井純気 - キーボード
Hachi脱退以後、多くのバンド編成でのライブやレコーディングでキーボードを担当。Hachi加入以前のインディーズ時代にも数回にわたりサポートで演奏していた。メンバーとは歳が近いらしい。
ハジメタル - キーボード
Hachi脱退以後、数回にわたりライブでサポートキーボードを務める。2016年末unBORDEのZepp Tokyoのイベントでは櫻井純気とツインキーボード編成でも演奏。エロティシズムツアー以降では多くのライブで演奏している。
鈴木秋則 - キーボード
「愛×Happy×クレイジー」のレコーディングに参加。
村原康介 - キーボード
2ndアルバム「エロティズム」のレコーディングに数曲にわたり参加。
静夏(Sherry…) - キーボード
中戸川大行 - ドラムス
中村一太 - ドラムス
西浦謙助 - ドラムス
藤原麻衣 - ベース

### 旧メンバー
Hachi
キーボード担当。
メジャーデビュー前の2014年8月に山田とともに加入。2016年9月26日に脱退。一部の曲では作曲もしていた。

## 作品

### インディーズ時代
|     | 発売日        | タイトル                                           | 規格品番  | 備考            |
| --- | ------------- | -------------------------------------------------- | --------- | --------------- |
| 1st | 2014年3月26日 | コンサバティブ                                     | XQFL-1029 | 1stミニアルバム |
|     |               | スーパーサマーライン～消えたはずのセレブのあいつ～ | PMFL-0006 | シングル        |
| 2nd | 2014年10月8日 | プリチー                                           | CNQ-0005  | 2ndミニアルバム |

### メジャーデビュー後

#### ミニアルバム
|     | 発売日         | タイトル         | 規格品番   | 備考                            |
| --- | -------------- | ---------------- | ---------- | ------------------------------- |
| 1st | 2015年6月3日   | DANGEROUS くノ一 | WPCL-12149 | メジャーデビュー1stミニアルバム |
|     | 2018年11月26日 | POP OFF          | PMAL-0001  | POP OFF ツアー会場限定          |

#### フルアルバム
|     | 発売日         | タイトル       | 規格品番   | 備考                     |
| --- | -------------- | -------------- | ---------- | ------------------------ |
| 1st | 2016年3月16日  | 凛々フルーツ   | WPCL-12322 | 1stフルアルバム          |
| 2nd | 2017年10月18日 | エロティシズム | WPCL-12755 | 2ndフルアルバム          |
|     | 2020年3月      | アカシック     | PMFL-0019  | ベストアルバム、受注生産 |

#### シングル
|     | 発売日        | タイトル             | 規格品番                                       | 備考               |
| --- | ------------- | -------------------- | ---------------------------------------------- | ------------------ |
| 1st | 2017年3月8日  | 愛×Happy×クレイジー  | WPCL-13528（初回限定盤）／WPCL-13529（通常盤） | オリコン初登場37位 |
| 2nd | 2017年6月28日 | オレンジに塩コショウ | WPCL-12629                                     | TBA                |

### 復帰後
| 発売日         | タイトル | 規格品番  | 備考 |
| -------------- | -------- | --------- | ---- |
| 2023年11月22日 | 約束     | PMFL-0030 | EP   |

#### 配信限定
| 発売日         | タイトル             | 備考                                                                   |
| -------------- | -------------------- | ---------------------------------------------------------------------- |
| 2015年5月20日  | CGギャル             | アルバム「DANGEROUS くノ一」先行配信シングル。                         |
| 2017年7月26日  | いちかばちかちゃん   | アルバム「エロティシズム」先行配信シングル。                           |
| 2018年7月17日  | LSD                  | 4か月連続リリース。ジャケットはパリで撮影された。第1弾はエッフェル塔。 |
| 2018年8月6日   | Death Is Not the End | ジャケットはルーヴル・ピラミッド。                                     |
| 2018年9月4日   | 禁煙成功             | ジャケットはモンマルトル。                                             |
| 2018年10月9日  | エリザベスロマン     | ジャケットはオペラ・ガルニエ。                                         |
| 2019年6月2日   | Mr FANCY             | [ 15 ]                                                                 |
| 2023年9月20日  | 失爽宣言             |                                                                        |
| 2023年10月18日 | サブカルの域をでない |                                                                        |
| 2023年11月8日  | 違法症               |                                                                        |
| 2024年5月17日  | RED                  |                                                                        |
| 2024年10月18日 | ダーリン (令和)      |                                                                        |
| 2024年10月30日 | 飾り (令和)          |                                                                        |

## タイアップ一覧
| 使用年 | 曲名                     | タイアップ                                                                                 |
| ------ | ------------------------ | ------------------------------------------------------------------------------------------ |
| 2014年 | さめざめ                 | 映画『これは僕がアカシックというバンドを撮ったドキュメンタリーである。』エンディングテーマ |
| 2015年 | CGギャル                 | BS12 トゥエルビ『BOOKSTAND.TV』オープニングテーマ                                          |
| 2017年 | 愛×Happy×クレイジー      | フジテレビ系 深夜ドラマ『ラブホの上野さん』主題歌                                          |
| 2017年 | 愛×Happy×クレイジー      | フジテレビ系『魁!ミュージック』1月度エンディングテーマ                                     |
| 2017年 | 愛×Happy×クレイジー      | 北海道放送『音ドキッ!』3月度オープニングテーマ                                             |
| 2017年 | 愛×Happy×クレイジー      | フジテレビ系 深夜ドラマ『ラブホの上野さん season2』イメージソング                          |
| 2017年 | マイラグジュアリーナイト | フジテレビ系 深夜ドラマ『ラブホの上野さん season2』主題歌                                  |

### ヘビーローテーション/パワープレイ

#### テレビ
| 放送年 | 曲名          | ヘビーローテーション/パワープレイ              |
| ------ | ------------- | ---------------------------------------------- |
| 2016年 | 8ミリフィルム | スペースシャワーTV ミドルローテーション「it!」 |

## メディア出演

### テレビ
- ラブホの上野さん 第4話（フジテレビ、2017年2月8日） - ボーカルの理姫が女優初挑戦でゲスト出演している[16]
- アウト×デラックス（フジテレビ） - 理姫のみゲスト出演 [17]
- おしゃべりオジサンと怒れる女（テレビ東京） - 理姫のみゲスト出演